# Anton Wilhelm Arppe

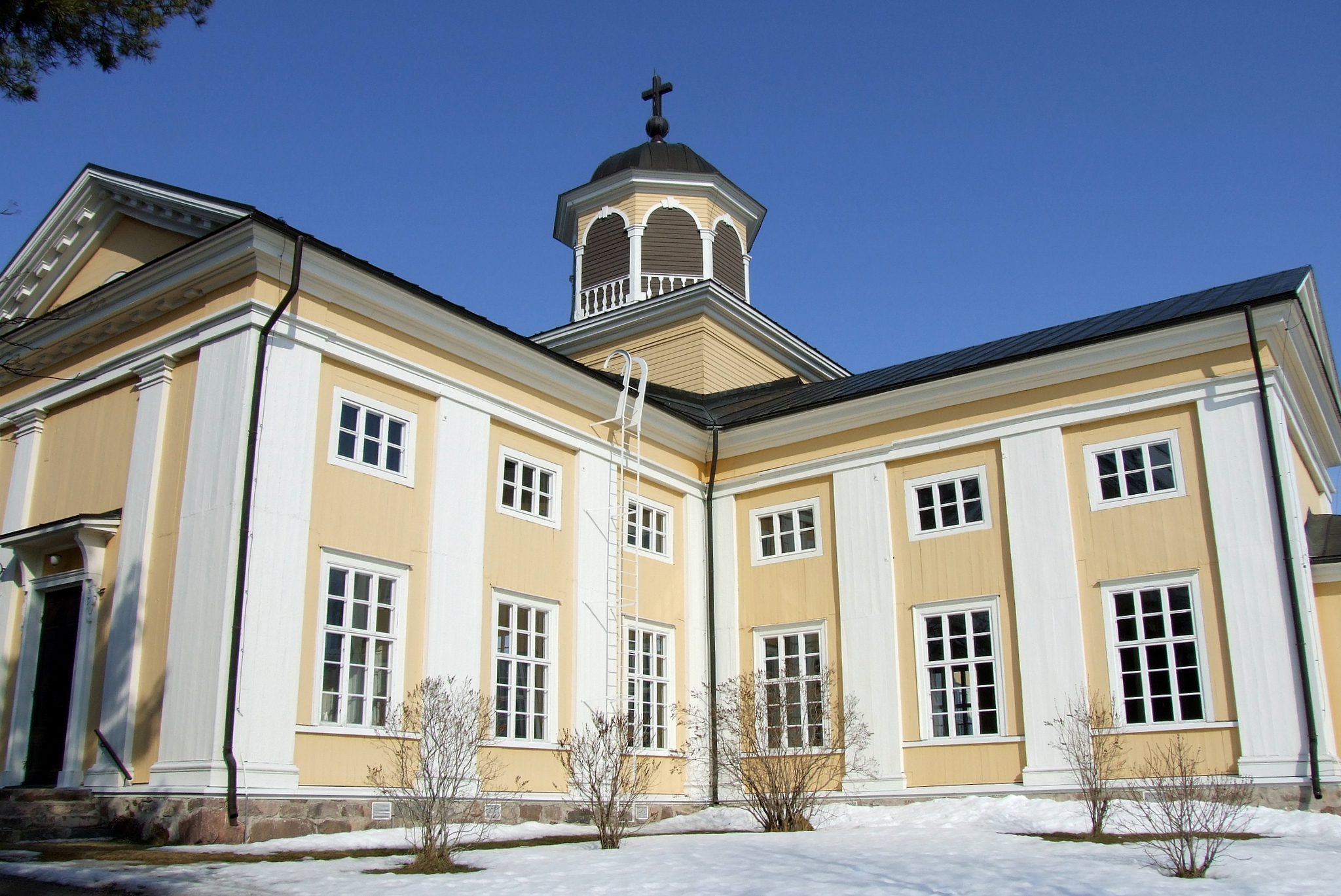
Limingo kyrka

Anton Wilhelm Arppe, född 31 maj 1789 i Kides, död 29 maj 1862 i Helsingfors, var en finländsk arkitekt.
Anton Wilhelm Arppe studerade vid Konstakademien i Stockholm mellan åren 1806 och 1810. År 1810 blev Arppe konduktör i det nygrundade intendentkontoret som fick ansvaret för den offentliga byggnadsverksamheten i Finland efter finska kriget. Arppe lämnade tjänsten 1844.

## Verk
- Kalajoki kyrkas klockstapel, 1815
- Karunki kyrka, 1817
- Kolarinsaari kyrka, 1918-19
- Reisjärvi kyrka, 1820
- Limingo kyrka, 1826 (med Anders Fredrik Granstedt)
- Suodenniemi kyrka, 1831
- Laukas kyrka, 1835 (med Carl Ludvig Engel)